# Kurzelówka
Kurzelówka – struga, prawy dopływ Pilicy o długości 10,96 km.
Struga jest dopływem Pilicy w górnym jej biegu, biorąca początek w okolicach wsi Międzylesie w gminie Włoszczowa. Praktycznie przez cały czas swojego biegu płynie w kierunku zachodnim. Przepływa przez dużą wieś o nazwie Kurzelów i lekko skręca na północny zachód. Na wysokości wsi Dąbrowy uchodzi do Pilicy.